# Santissimo Nome di Maria in Via Latina
Santissimo Nome di Maria in Via Latina ist eine Pfarr- und Titelkirche im römischen Quartier Appio-Latino an der Via Centuripe. Die Kirche ist dem Heiligsten Namen Mariens geweiht.

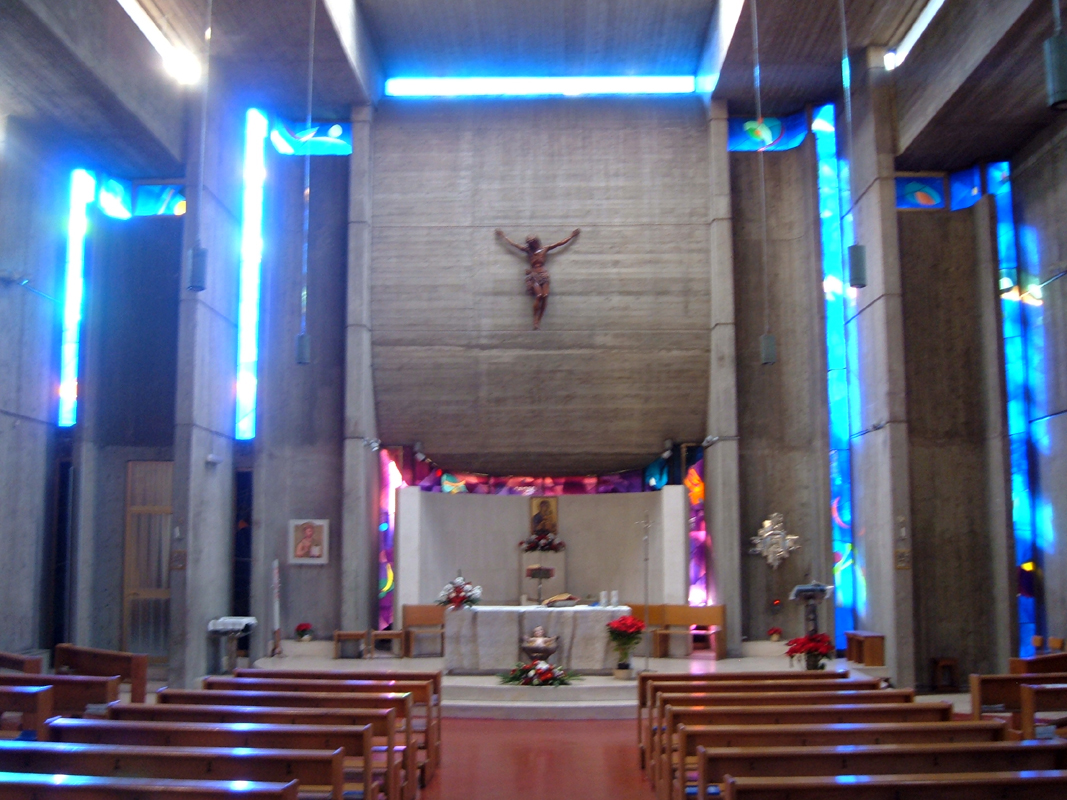
Innenraum

## Geschichte
Die Gemeinde entstand 1956 als Kuratie der Pfarrei San Giovanni Battista de Rossi. Die Seelsorge übernahmen die Marianisten übergeben. Die dazugehörige Pfarrei wurde am 1. April 1963 durch ein Dekret von Kardinalvikar Clemente Micara gegründet. 
Die Kirche wurde nach Entwürfen von Aldo Ortolani  1980 gebaut. Die Weihe fand am 4. April 1981 statt.
Am 25. Mai 1985 wurde die Kirche durch Papst Johannes Paul II. zur Titelkirche erhoben.

## Beschreibung
Die Kirche besteht komplett aus Stahlbeton. Im Inneren ist der ein großer Kirchenraum. An den Ecken sind zwei Seitenkapellen mit abstraktem Buntglasfenster, der Eingang und der Altarraum. Im Kirchenraum stehen zwei Statue des Heiligen Antonius und Unsere Liebe Frau auf dem Pfeiler, welche der Andacht dienen. Die Orgel über dem Eingangsportal ist aus dem Jahre 1979.
Der Campanile der Kirche besteht aus zwei Betonplatten in L-Form. Ganz oben ist ein Metallkreuz montiert.

## Kardinalpriester
Die bisherigen Titelträger waren:
- Paul Tzadua, Erzeparch von Addis Abeba, 25. Mai 1985 – 11. Dezember 2003
- Gaudencio Borbon Rosales, Erzbischof von Manila, seit 24. März 2006[1]

## Einzelnachweis
1. ↑  David M. Cheney: Santissimo Nome di Maria in Via Latina (Cardinal Titular Church) (Catholic-Hierarchy). Abgerufen am 21. Juli 2017.

Koordinaten: 41° 52′ 16″ N, 12° 30′ 41,3″ O